# Dorobanțul
Dorobanțul este o poezie scrisă de George Coșbuc. A fost publicată pentru prima dată în primul număr din Albina în 1900.